# Vrchovnice
Vrchovnice (deutsch Wrchownitz, auch Werchownitz) ist eine Gemeinde in Tschechien. Sie liegt 14 Kilometer nordwestlich des Stadtzentrums von Hradec Králové und gehört zum Okres Hradec Králové.

## Geographie

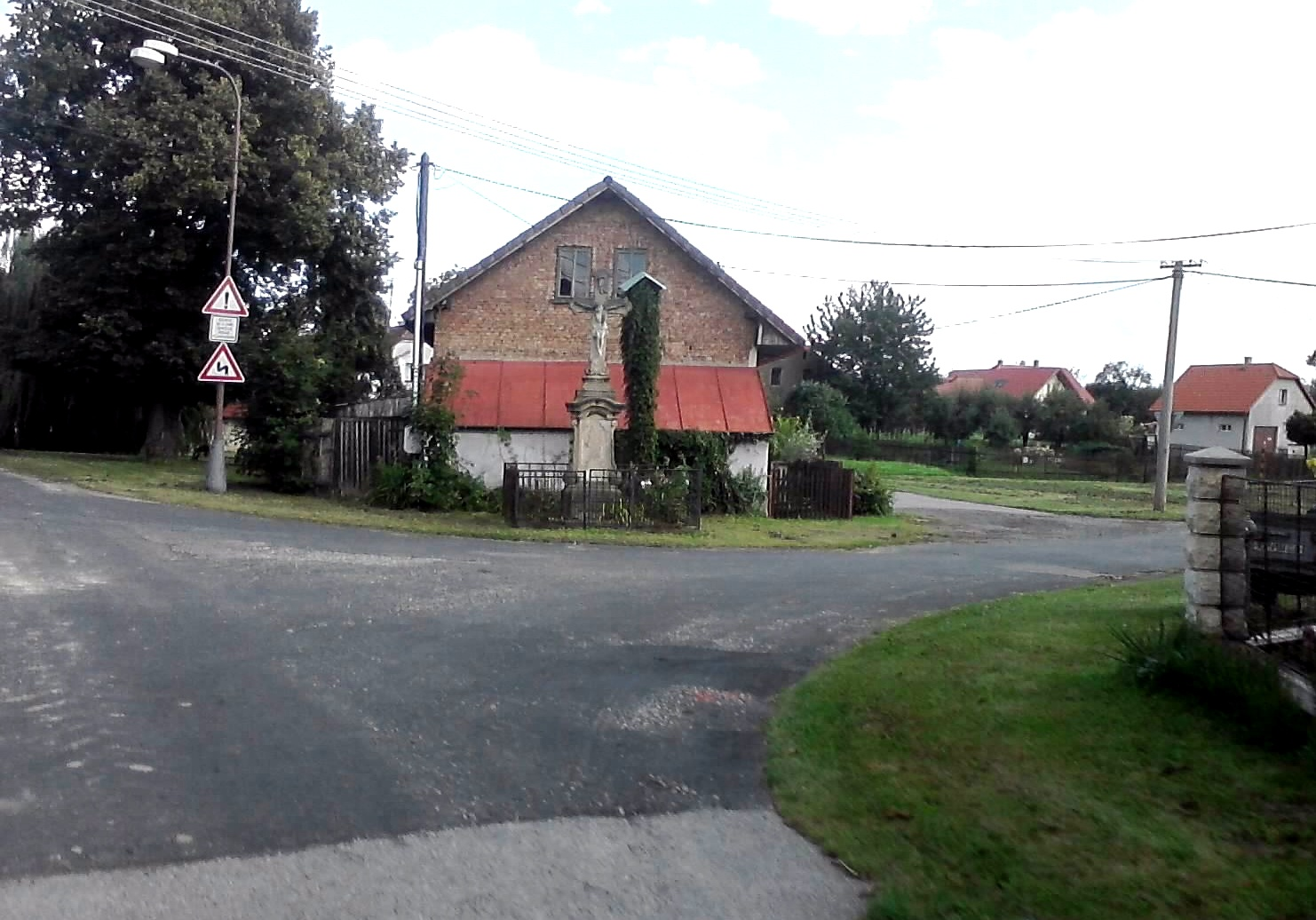
In Vrchovnice

Vrchovnice befindet sich in den südlichen Ausläufern des Horschitzer Berglandes auf einem Höhenzug zwischen den Tälern des Frantovský potok und der Bystřice. Nordwestlich erhebt sich der Želkovický kopec (297 m). Südlich des Dorfes verläuft die Bahnstrecke Hněvčeves–Smiřice.
Nachbarorte sind Žíželeves im Norden, Jeřičky und Lužany im Nordosten, Frantov und Habřina im Osten, Račice nad Trotinou im Südosten, Hořiněves im Süden, Benátky und Hněvčeves im Südwesten sowie Želkovice im Nordwesten.

## Geschichte
Die erste schriftliche Erwähnung von Vrchovnice erfolgte im Jahre 1355. Das Dorf war zur Herrschaft Hořiněves zugehörig.
Nach der Aufhebung der Patrimonialherrschaften bildete Vrchovnice eine Gemeinde im Bezirk Königgrätz. 1897 kam die Gemeinde zum Bezirk Nová Paka. Von 1949 bis 1960 war Vrchovnice dem Okres Hořice zugeordnet. 1961 wurde der Ort nach Žíželeves eingemeindet und kam gleichzeitig zum Okres Hradec Králové. Zwischen 1980 und 1990 bildete Vrchovnice einen Ortsteil von Hořiněves. Danach entstand die Gemeinde Vrchovnice wieder.

## Gemeindegliederung
Für die Gemeinde Vrchovnice sind keine Ortsteile ausgewiesen.